# Calendari amazic

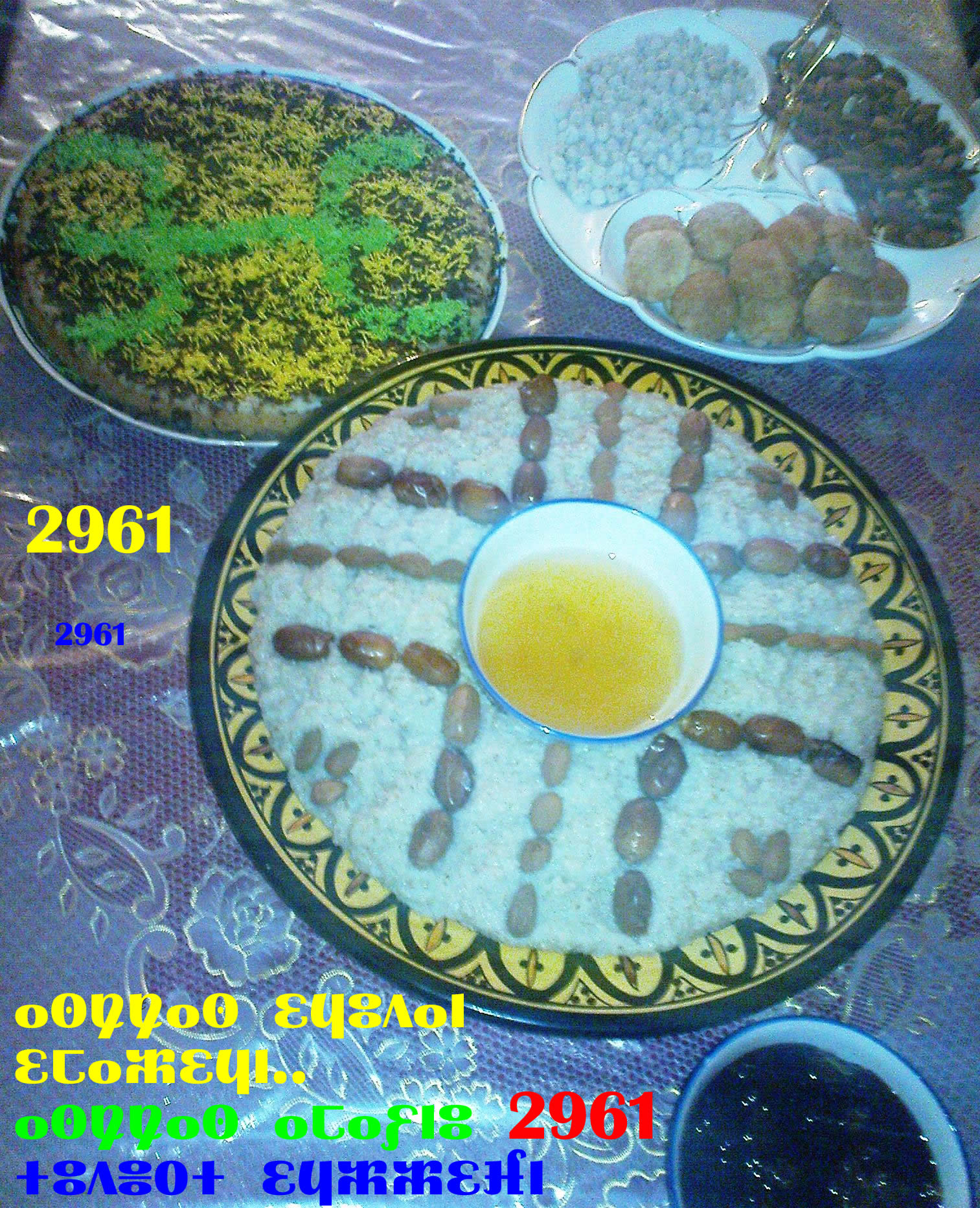
Iḍ n innayr

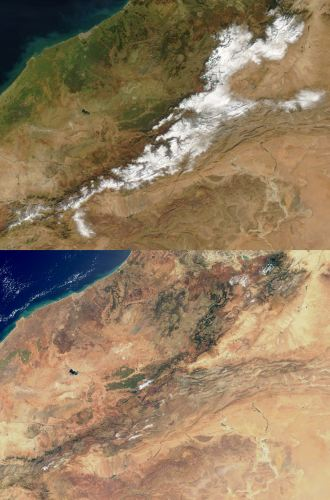
Les estacions al Nord de l'Àfrica: les Muntanyes atles el gener i l'abril.

El calendari amazic és el calendari agrari tradicional que s'usa en algunes regions del Nord de l'Àfrica. Aquest calendari és conegut en àrab amb els epítets de «camperol» (ﻓﻼﺣﻲ, fillāḥī) o «no àrab» (ﻋﺠﻤﻲ, ʿajamī). S'empra per regular els treballs agrícoles estacionals, en comptes del calendari islàmic. Aquest, pel fet de ser lunar i, per tant, no tenir en compte el cicle de les estacions de l'any, és útil per calcular les festes religioses, però inútil per a l'agricultura.

## Els calendaris més antics
De la divisió del temps entre els amazics se'n sap molt poc. Alguns elements d'un calendari preislàmic i gairebé certament també preromà emergeixen d'alguns escrits medievals estudiats per N. van del Boogert (cf. bibliografia al final de l'article). Algunes coincidències amb el calendari tuareg fan pensar que efectivament en l'Antiguitat existia, amb una certa difusió, un còmput del temps amazic, organitzat sobre bases autòctones.
|    | Nom del mes        | "Significat"          |
| 1  | tayyuret tezwaret  | Petita lluna 1a;      |
| 2  | tayyuret teggwerat | Petita lluna 2a;      |
| 3  | yardut             | ?                     |
| 4  | sinwa              | ?                     |
| 5  | tasra tezwaret     | El ramat 1a;          |
| 6  | tasra teggwerat    | El ramat 2a;          |
| 7  | awdayeet yezwaren  | La cria d'antílop 1a; |
| 8  | awdayeet yeggweran | La cria d'antílop 2a; |
| 9  | awzimet yezwaren   | La cria de gasela 1a; |
| 10 | awzimet yeggweran  | La cria de gasela 2a; |
| 11 | ayssi              | ?                     |
| 12 | nim                | ?                     |

Tanmateix, no es disposa d'elements suficients per reconstruir integralment aquest calendari originari. Es poden mostrar algunes característiques interessants, per exemple, el fet que diversos noms de mesos apareixen en parells (al món tuareg també hi ha grups de tres), el qual fa pensar en una divisió del temps diferent de l'actual en mesos de prop de 30 dies.
Més informació, encara que difícil de precisar o de relacionar amb la situació de la resta del nord de l'Àfrica, es pot obtenir per tal com se sap del còmput del temps entre els guanxes de les Illes canàries. Segons un manuscrit del segle xvii de Tomás Marín de Cubas, ells:
| « | calculaven el seu any, anomenat Acano, per llunacions de 29 dies (solars) a partir de la lluna nova. Començava a l'estiu, quan el sol entra en la constel·lació de Càncer el 21 de juny: a la primera conjunció (és a dir, a la primera lluna nova després del solstici d'estiu) celebraven nou dies de festa per la collita | » |

El mateix manuscrit subratlla (de manera poc clara) que d'aquests esdeveniments del calendari es feien registres gràfic-pictòrics (tara) en diversos suports, i a partir d'aquesta base alguns estudiosos moderns han pogut trobar descripcions d'esdeveniments astronòmics lligats als cicles anuals en una sèrie de pintures geomètriques trobades en algunes grutes de l'illa de Gran Canària, però els resultats d'aquests estudis són per ara sols hipotètics.
Es té a més el nom d'un sol mes a la llengua autòctona, que ha arribat com begnesmet. Sembla que es tractava del segon mes de l'any, corresponent al mes d'agost. Tal nom, si estigués compost per alguna cosa com * wen "el de" + (e)smet (o (e)zmet ?), podria trobar, en la llista dels mesos amazics medievals, un corresponent amb el novè i el desè mes, awzimet (pròpiament aw "fill de" + zimet "gasela"). Però les dades amb què s'explica són massa exigües com per a poder provar aquesta hipòtesi.

## El calendari actual (julià)
El calendari agrícola amazic deriva gairebé certament del calendari julià, introduït a l'Àfrica durant la dominació de Roma, com demostren diverses circumstàncies:
- els noms dels mesos d'aquest calendari (tant en amazic com en àrab) deriven dels corresponents noms llatins.
- l'inici de l'any (el primer dia de yennayer) correspon amb el 14 de gener del calendari gregorià, el qual coincideix amb la diferència que es va produir entre dates astronòmiques i calendari julià.
- la longitud de l'any i de cada mes és la mateixa del calendari julià: tres anys de 365 dies seguits per un any de traspàs de 366, sense excepcions (i mesos de 30 i 31 dies, amb el segon de 28). Tanmateix, existeix una divergència en la qual el dia extra en els anys de traspàs no s'afegeix a finals del segon mes sinó al final de l'any.

### Els mesos
< center>Tab. 2 - Els noms dels mesos a diverses zones del nord de l'Àfrica (amazic i àrab)
| Mese     | Chleuh (Sud del Marroc) | Cabil (Algèria) | Amazic de Jerba (Tunis) | Àrab tunisenc |
| -------- | ----------------------- | --------------- | ----------------------- | ------------- |
| Gener    | innayr                  | (ye)nnayer      | yennár                  | yennayer      |
| Febrer   | xubrayr                 | furar           | furár                   | fura(ye)r     |
| Març     | mars                    | meghres         | mars                    | mars          |
| Abril    | ibrir                   | (ye)brir        | ibrír                   | abril         |
| Maig     | mayyuh                  | maggu           | mayu                    | mayu          |
| Juny     | yunyu                   | yunyu           | yunyu                   | yunyu         |
| Juliol   | yulyu                   | yulyu(z)        | yulyu                   | yulyu         |
| Agost    | ghusht                  | ghusht          | ghusht                  | aghusht       |
| Setembre | shutanbir               | shtember        | shtámber                | shtamber      |
| Octubre  | ktuber                  | (k)tuber        | ktúber                  | uktuber       |
| Novembre | duwanbir                | nu(ne)mber      | numbír                  | nufember      |
| Desembre | dujanbir                | bu- (du-)jember | dujámber                | dejember      |

### Les "Portes de l'any"
Més enllà dels mesos considerats individualment, dins del calendari agrícola tradicional es troben altres reparticions, per estacions o per períodes forts, marcats per particulars esdeveniments i celebracions. Pels moments cardinals de l'any, J. Servier usa el nom suggestiu de Portes de l'any (tibbura useggwas), encara que pel que sembla aquest terme s'usava en singular per indicar el període del solstici d'hivern.
No totes les estacions han conservat, amb el passar del temps, una denominació en llengua amaziga: els noms de la primavera i de l'estiu es mantenen constants i els mateixos a tot arreu, de l'hivern hi ha més varietat i, entre els amazics del Nord, sols a Gebel Nefusa (Líbia) s'usa encara el nom amazic de la tardor.
- Primavera tafsut (ar. er-rbic) - Inicia el 15 furar (=28 de febrer)
- Estiu anebdu (ar. és-sif) - Inicia el 17 mayu (=30 de maig)
- Tardor amwal (ar. li-xrif) - Inicia el 17 ghusht (=30 d'agost)
- Hivern tagrest (ar. esh-shita ') - Inicia el 16 numbír (=29 de novembre)

Un element interessant és la contraposició existent entre dos períodes de quaranta dies cada un, el considerat major fred a l'hivern (Les nits llyali) i el de major calor a l'estiu ("La calor abrasadora", ssmaym, awussu).

#### Llyali

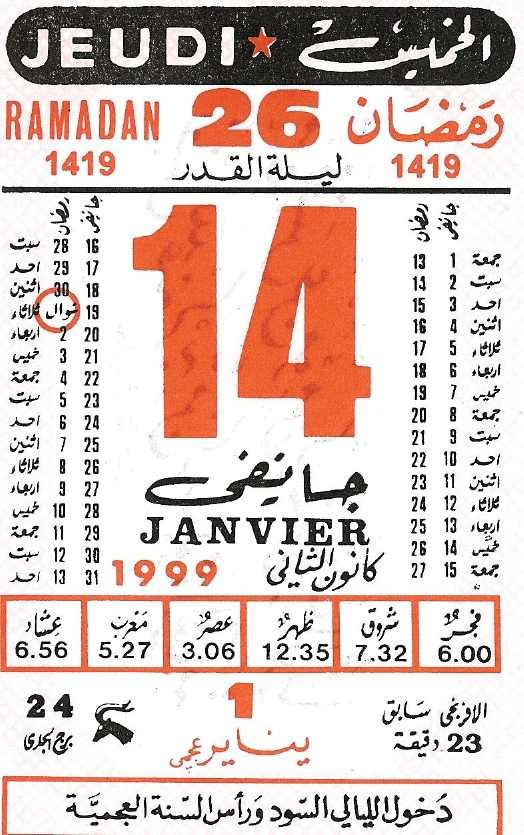
Una pàgina del calendari tunisenc, que mostra la correspondència del 1 Yennayer ajmi (en vermell a baix) amb el 14 de gener del calendari gregorià. L'escrit en el fons assenyala que és inici d'any ajmi al que comencen en-lyali en-sud ("les nits negres").

El període de major fred està constituït per 20 nits blanques (en amazic lyali timellalin, en árabo al-lyali al-bi), des del 12 al 31 dujamber (=25 de desembre -13 de gener), 7 20 "nits negres" (en amazic lyali tiberkanin, en àrab al-lyali as-sud), que inicien el primer dia de yennayer, que correspon al 14 de gener.

#### Yennayer
El primer dia de l'any se celebra de maneres diverses a les diferents regions del Nord de l'Àfrica. És tradicional un menjar amb aliments particulars, diversos en cada lloc (per exemple, un cuscús amb 7 verdures), però a moltes regions també està previst el sacrifici d'un animal (normalment un pollastre).
Una característica d'aquesta festivitat -que de vegades es confon amb la islàmica de l'ashura- és la presència, a moltes regions, d'invocacions rituals amb fórmules que usen les paraules bennayu, babinnayu'' bu-ini, etc.: totes elles són expressions que, segons molts estudiosos, podrien representar la corrupció d'antics augures de  bon any .
Un aspecte curiós de les celebracions de Yennayer és la data de l'inici d'any. Encara que la data era abans el 14 de gener, per un probable error introduït per algunes associacions culturals amazigues molt actives en restaurar usos en via de desaparició, avui en gran part d'Algèria es considera que l'inici de l'any al calendari amazic és el 12 de gener.

#### Lusum / imbarken
Abans que acabi del tot el període de fred i comenci la primavera, hi ha un període molt temut, de 10 dies entre els mesos de furar i mars. Es tracta d'un temps caracteritzat per forts vents en els quals l'home hauria de cessar moltes activitats agrícoles i artesanals, i d'altres com casar-se o sortir de nit. En general el costum té com a finalitat deixar llibertat als "poders misteriosos", que en aquell període, estan particularment actius i celebren els seus matrimonis (aquestes criatures a Jerba són anomenades, per tabú lingüístic imbarken, és a dir, els "beneïts", i donen el seu nom al període).

#### Ssmaym / Awussu
Com el fred intens de l'hivern, també la canícula dura 40 dies, donis 12 yulyuz (=25 de juliol al 20 ghusht (=2 de setembre). El moment central del període és l'1 de ghusht (agost) (també el nom de awussu, difús en Tunis i Líbia, sembla remuntar-se al llatí augustus). En aquesta data es realitzen ritus particulars, d'evident tradició preislàmica però també precristiana. Es tracta en particular de fogatas estivas (que en altres localitats es realitzen durant el solstici d'estiu: una tradició ja condemnada com a pagana per San agustín) o bé de ritus d'aigua, com els difosos en localitats costaneres de Tunis i de Tripolitania que preveuen, durant tres nits, que calgui, llançar-se al mar a fi de preservar la salut. En aquestes cerimònies famílies senceres es llancen al mar, portant fins i tot els seus animals domèstics. Encara que el ritu ha estat assumit per la cultura islàmica (aquelles nits les aigües del pou de Zemzem, a La Meca s'aboquen al mar a fi que al contacte amb aquest es produeixin "ones benèfiques" d'aigua dolça), molts anomenen aquesta festa les nits de l'error. De fet s'acostumava, a fi de procurar la fertilitat i abundància, que les parelles tinguessin relacions sexuals al mar.

#### Iweğğiben
Un altre període molt important per al calendari agrari és quan correspon llaurar. La data que es considera fonamental per a aquest final és el 17 de (k)tuber, dia en què es pot començar a llaurar els camps. Aquest període en àrab es crida ertadem, és a dir, el "llaurar d'Adán", perquè es creu que en aquesta data Adán hauria començat els seus treballs agrícoles.

## Interferències amb el calendari islàmic
Després dels diversos contactes que amb els segles s'han donat entre la cultura àrab i la islàmica, les manifestacions que estaven lligades al calendari julià s'han integrat al calendari islàmic, portant a la supressió d'algunes festes tradicionals o a la creació de festes celebrades en dues ocasions durant l'any.
L'exemple més evident és el de les festes d'any nou, que en molts casos s'han transferit al primer mes islàmic, és a dir el muarram, i més precisament a la festivitat de cashura, el 10 d'aquell mes. Una festivitat que al món islàmic té un important significat de dol al món chiita, però pràcticament s'ignora en el sunita. Existeixen també relacions entre el festeig alegre d'aquesta festa en l'àmbit nord-africà i antigues celebracions d'inici d'any.
< center>Tab. 3 - Correspondència entre els noms àrabs i amazics dels mesos islàmics
|    | Nom àrab         | Nom amazic                                                                                    |
| 1  | muḥàrram         | babiyannu (Ouargla) cashura'(Jerba)                                                           |
| 2  | sàfar            | u deffer cashura                                                                              |
| 3  | rabìc al-àwwal   | elmilud                                                                                       |
| 4  | rabìc al-thàni   | u deffer elmilud                                                                              |
| 5  | jumàda al-ùla    | melghes (Jerba)                                                                               |
| 6  | jumàda al-thania | asgenfu n twessarin "el reposo (la espera) de las viejas" (Ouargla) sh-shaher n Fadma (Jerba) |
| 7  | ràjab            | twessarin "las viejas"                                                                        |
| 8  | shacban          | asgenfu n remdan "el reposo (la espera) de Ramadán" (Ouargla)                                 |
| 9  | ramadà           | sh-shaher n uzum' "el mes del ayuno" (Jerba)                                                  |
| 10 | shawwàl          | tfaska tameshkunt "la pequeña fiesta" (Jerba)                                                 |
| 11 | dhu l-qìcda      | u jar-asneth "entre las dos (fiestas)" (Jerba)                                                |
| 12 | dhu l-hìjja      | tfaska tameqqart "la gran fiesta" (Jerba)                                                     |

## El calendari tuareg

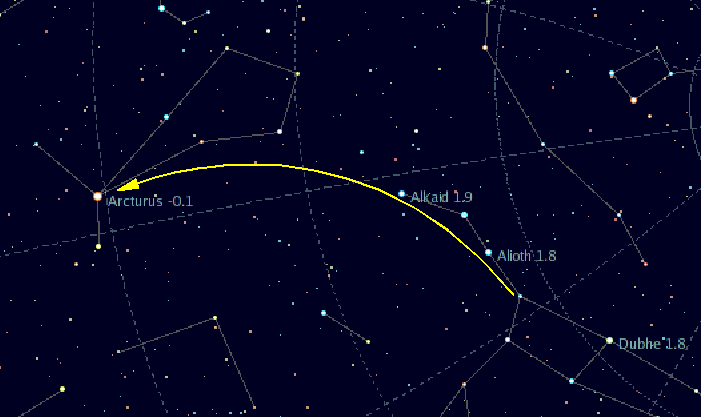
La constel·lació tuareg de la camell (Ossa gran i Arturo), l'aparició del qual al cel marca l'inici de l'any astronòmic tuareg.

També els tuareg comparteixen elements amb els amazics del Nord sobretot quant a la divisió del temps. Ells es refereixen a dos cicles diversos, un solar afí al calendari julià i un basat en el moviment de la lluna i d'ús religiós.
Les diferències climàtiques, biològiques i socioculturals del desert respecte als territoris més temperados permeten que existeixin diferències sobretot quant a la divisió de les estacions.

## El càlcul dels anys
El calendari amazic tradicional no estava unit a una era respecte a la qual es comptessin els anys. Allà on es conserven maneres tradicionals de calcular els anys (la civilització tuareg), aquests no s'expressen amb nombres sinó que cada un té un nom característic.
A partir dels anys seixanta, després de proposta de l'Académie Berbère de París han començat a calcular els anys partint del 950 aC, data aproximativa de l'ascens al poder del primer faraó líbic a Egipte: l'així anomenada Era Sheshonq (per la qual cosa l'any 2008 del calendari gregorià correspon a l'any 2958 del calendari amazic). Amb el passar del temps això es va anar adoptant amb entusiasme pels promotors de la cultura amaziga i forma ja del patrimoni identificatiu d'aquest poble, integrat al conjunt d'usos tradicionals relatius al calendari nord-africà.

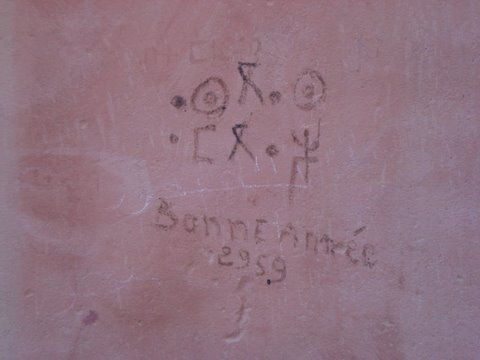
Foto del 31 Dicembre 2007 al costat de Tafraout (Marroc), porta escrit en tifinagh aseggas ameggaz ("feliç any") i en francès bonne année 2959.

## Neologismes i falses tradicions
Un aspecte interessant des del punt de vista antropològic, en relació especialment amb el naixement de les tradicions, és el florir d'innovacions dirigides de vegades a restaurar tradicions preteses que s'han perdut. És un fenomen comprensible, en el context del redescobriment d'una identitat negada o ocultada durant molt temps, amb l'ànsia de tenir un patrimoni perdut o en via de desaparició. En particular és en l'àmbit del calendari, sentit com particularment important (unit al control del temps), on es registren nombroses creacions que de vegades obtenen consensos i acaben per ser adoptades com a autèntic patrimoni tradicional.
Per exemple:
Els noms dels mesos :
No es coneixen els noms dels mesos d'època prerromana (els noms que apareixen a la taula 1 són coneguts només pels estudiosos), alguns han intentat reconstruir noms autènticament amazics dels mesos de l'any. Partint del mes més conegut, el primer (yennayer), hi ha qui ignorant l'evidència de l'origen llatí del nom, imagina que fos una paraula amaziga composta per yan (el numeral "un" en diversos dialectes amazics) + (a)yur, "lluna/mes", i a partir d'aquesta base ha reconstruït tota la sèrie dels noms dels mesos: 1. yenyur o yennayur, 2. sinyur, 3. krayur, 4. kuzyur, 5. semyur, 6. sedyur, 7. sayur, 8. tamyur, 9. tzayur 10. mrayur, 11. yamrayur 12. megyur
Els dies de la setmana :
També per als dies de la setmana s'ignoren els noms autòctons, i s'ha intentat remeiar-lo amb creacions noves. Actualment existeixen dues sèries. La primera i més difosa (encara que sigui d'origen desconegut) es remunta probablement als ambients de la Académie Berbère de París (finals dels anys 60), mentre que la segona sèrie no fa més que repetir amb els dies de la setmana el procediment emprat per als mesos, amb la creació d'un sufix " -as ("dia") en comptes de "-yur". S'ha de notar que la primera sèrie s'inicia amb dilluns mentre que la segona és un calc a partir de l'àrab i té com a primer dia diumenge.
| dia       | Académie Berbère | Composts amb numerals |
| dilluns   | aram             | asinas                |
| dimarts   | arim             | akras                 |
| dimecres  | ahad             | akwas                 |
| dijous    | amhad            | asemwas               |
| divendres | sem              | asedyas               |
| dissabte  | set              | asamas                |
| diumenge  | acer             | aynas                 |

Dies i noms de persona :
Sovint, els calendaris i els almanacs publicats per militants i associacions culturals amazigues contenen, a imitació dels calendaris occidentals, l'associació d'un nom propi de persona per a cada dia de l'any. Això respon també a l'exigència de reapropiar-se dels antropònims tradicionals, que les mesures d'arabització a Algeria i el Marroc tendeixen a substituir amb una onomàstica rígidament àrab. També en aquest camp, no és estrany trobar llistes de noms improvisats amb noms reunits sense ordre, final de lectures casuals i fins i tot mancades o errors tipogràfics.

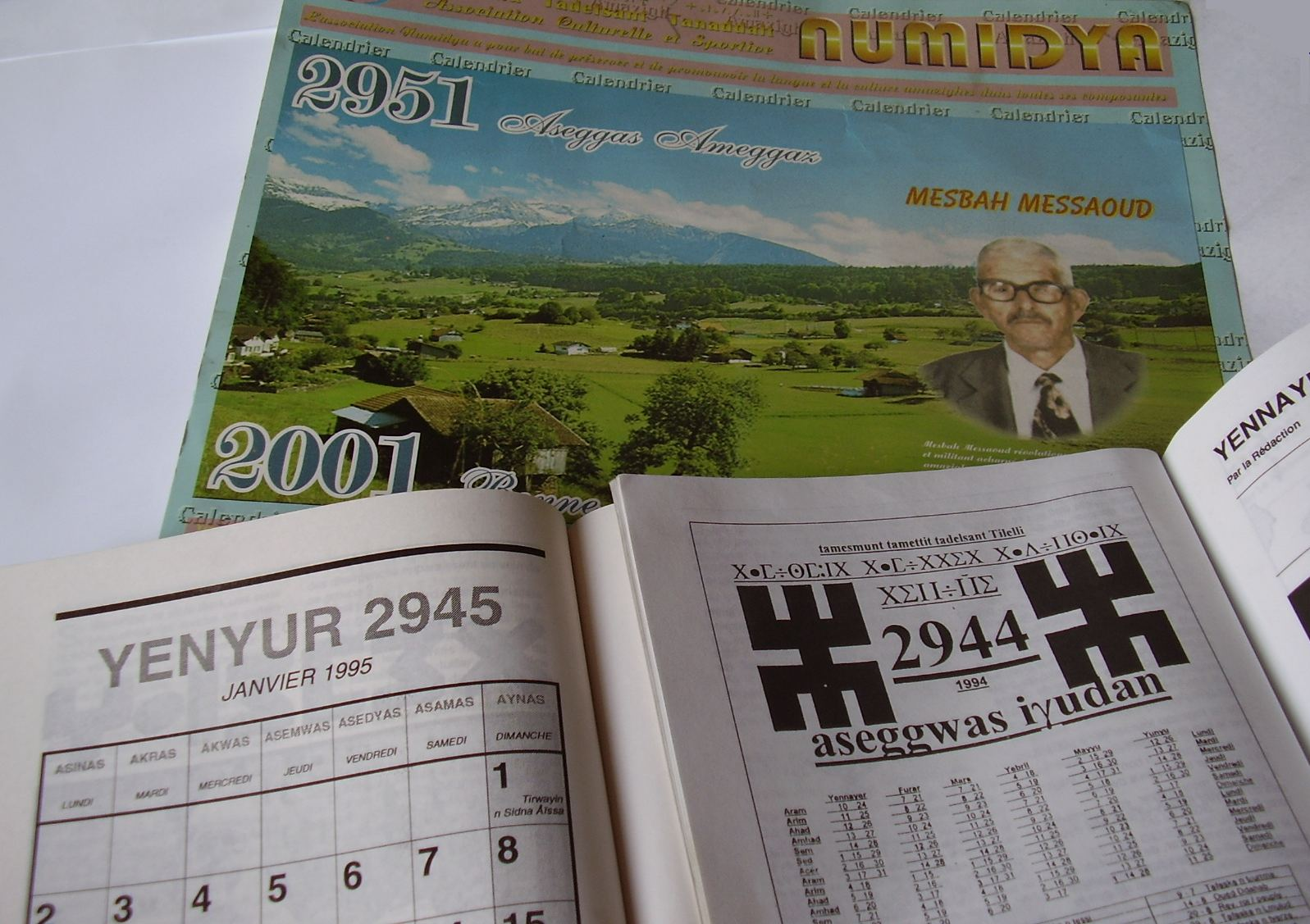
Tres calendaris amazics. S'observa que els noms dels dies de la setmana són diversos entre els que són a baix a la dreta i els de l'esquerra. També els noms dels mesos són els tradicionals a dreta i inventats a esquerra. Tots són de l'"era Sheshonq" (se sumen 950 anys al nostre calendari).